# Talhadas
Talhadas ist eine Ortschaft und Gemeinde in Portugal. 

## Geschichte und Sehenswürdigkeiten
Funde belegen eine vorgeschichtliche Besiedlung. Zu nennen sind die Anta der Capela dos Mouros in der Ortschaft Arcas und die denkmalgeschützte Megalithanlage Chão de Redondo

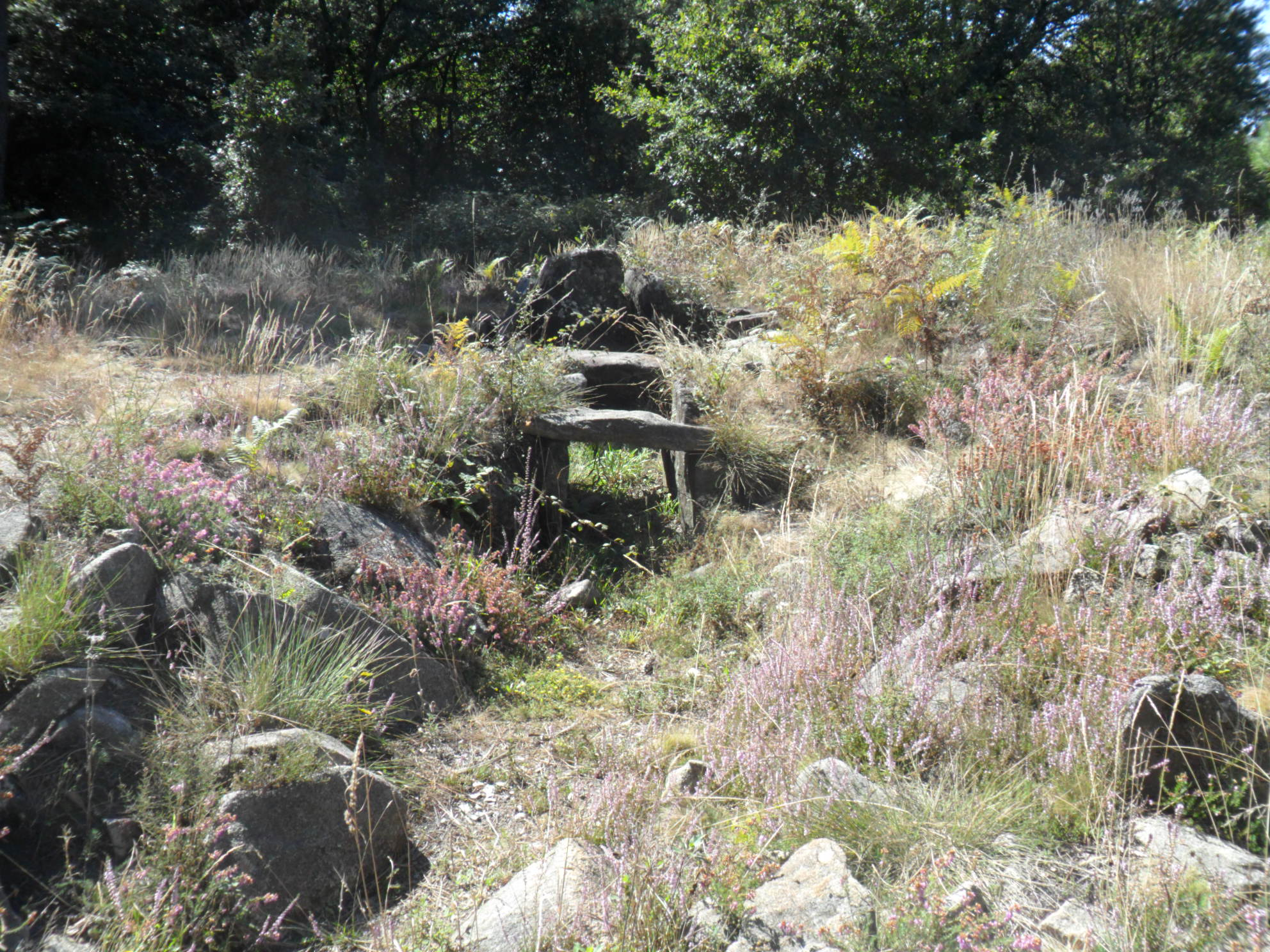
Chão Redondo 2

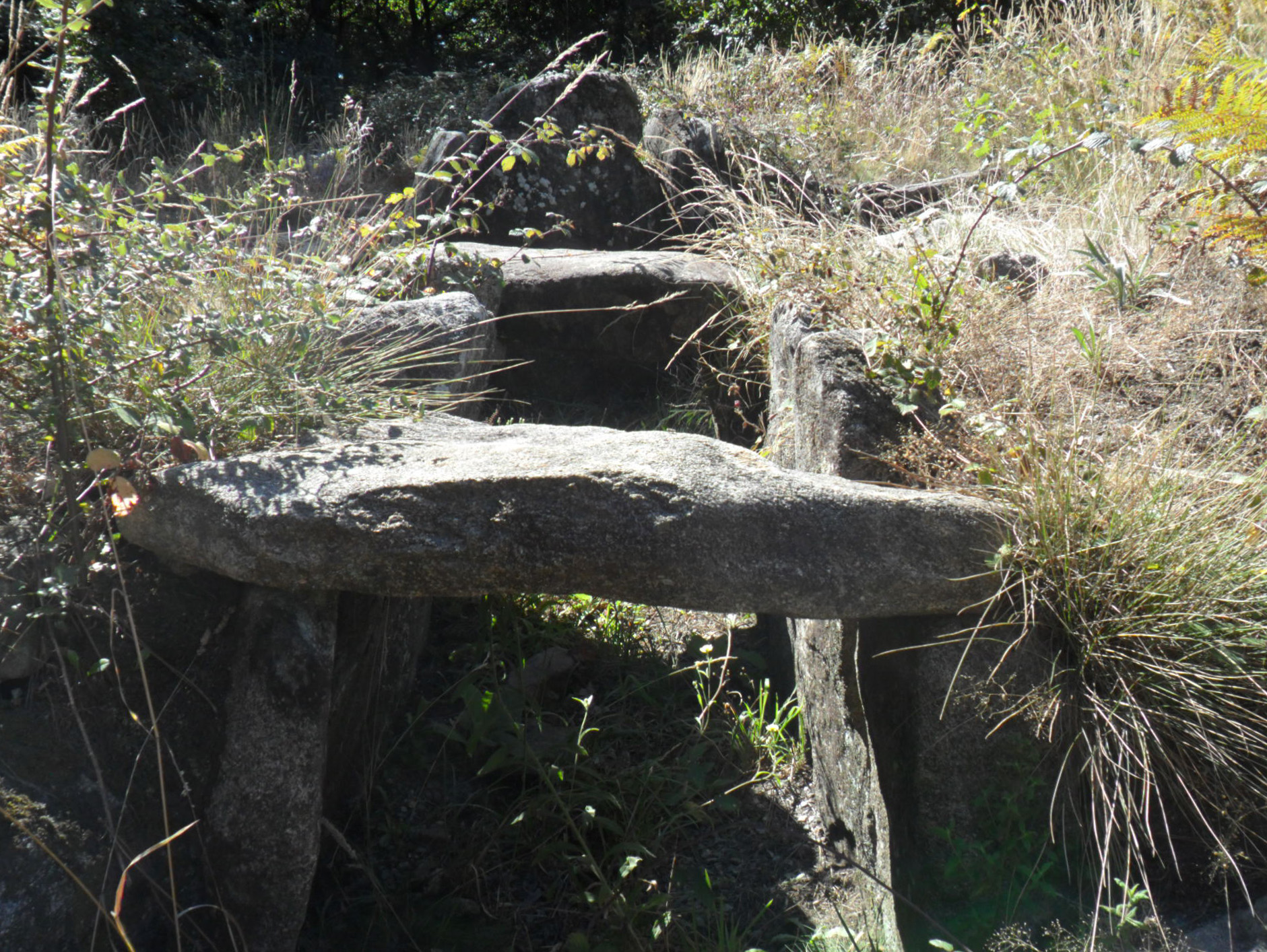
Chão Redondo 2

Im ersten Jahrhundert n.Chr siedelten die Römer in der Gegend. Eine Römerstraße querte die heutige Gemeinde, lange Stücke sind hier noch erhalten und stehen heute unter Denkmalschutz.
Die heutige Ortschaft entstand vermutlich nach der Reconquista. Im 17. Jahrhundert war es bereits eine eigenständige Gemeinde. Eine Reihe Sakralbauten aus dieser Zeit stehen in der Gemeinde unter Denkmalschutz, darunter die manieristische Gemeindekirche Igreja Paroquial de Talhadas (nach ihrem Schutzpatron auch Igreja de São Mamede) aus den ersten Jahren des 18. Jahrhunderts.

## Verwaltung
Talhadas ist Sitz einer gleichnamigen Gemeinde (Freguesia) im Kreis (Concelho) von Sever do Vouga, im Distrikt Aveiro. In der Gemeinde leben 1126 Einwohner (Stand 19. April 2021) auf einer Fläche von 29 km².
Folgende Ortschaften liegen in der Gemeinde:
| - Arcas - Boucinha - Cortez - Doninhas - Ereira | - Frágua - Lameirinhos - Macida - Póvoa - Seixo | - Silveira - Talhadas - Vale do Homem - Vide - Vilarinho |